# Anna Krahulcová
Anna Krahulcová (* 25. října 1951 Praha) je česká genetička a botanička.

## Život
Narodila se 25. října 1951 v Praze. Vystudovala genetiku na Přírodovědecké fakultě Univerzity Karlovy v Praze. V letech 1975–1978 působila na oddělení lékařské genetiky Ústavu pro výzkum vývoje dítěte na Fakultě dětského lékařství Univerzity Karlovy, kde se zabývala detekcí vrozených chromozomálních vad.
V roce 1986 nastoupila do Botanického ústavu Československé akademie věd (od roku 1993 Akademie věd České republiky) v Průhonicích, kde již předtím působila během studia. Vedle klasického zkoumání chromozomů se postupně začala zabývat reprodukčními systémy a strategiemi u cévnatých rostlin. S manželem Františkem Krahulcem, ředitelem ústavu v letech 1995–2003, např. spolupracovala od 2. poloviny 90. let na podrobném studiu chlupáčků (Pilosella).